# North West (cantante)
North West (Los Angeles, 15 giugno 2013) è una cantante, rapper e attrice statunitense. Ha acquisito notorietà per le sue performance musicali, la partecipazione al film d’animazione PAW Patrol - Il super film e la sua influenza nel mondo della moda e dei social media, dove è considerata una figura emergente tra i giovanissimi artisti. È figlia di Kim Kardashian e Kanye West, ma si è distinta fin da bambina per iniziative proprie nel mondo dello spettacolo. 

## Biografia
North è nata il 15 giugno 2013 al Cedars-Sinai Medical Center di Los Angeles, in California, dal rapper Kanye West e Kim Kardashian. Le zie e lo zio materni sono Kourtney Kardashian, Khloé Kardashian e Rob Kardashian, e le altre sue zie sono Kendall e Kylie Jenner. I suoi genitori si sono separati nel febbraio 2021 e hanno divorziato nel 2022, North ha due fratelli e una sorella minore. 
La sua nascita ha attirato un'attenzione globale a causa del profilo pubblico dei genitori, ma già da piccola ha iniziato a partecipare ad attività artistiche e pubbliche, affermandosi come una presenza autonoma nel panorama dell’intrattenimento.
Cresciuta in un contesto fortemente mediatico, è apparsa fin da piccola in programmi televisivi, servizi fotografici per riviste internazionali e contenuti digitali seguiti da milioni di spettatori.

### Carriera musicale
North West ha fatto il suo debutto musicale ufficiale nel 2020 durante una sfilata della collezione Yeezy Season 8 a Parigi, dove si è esibita dal vivo rappando su una base prodotta da Kanye West. La performance, apprezzata dai media e dal pubblico, è stata uno dei momenti più commentati della settimana della moda.
Successivamente ha continuato a prendere parte a progetti artistici, tra cui video musicali e contenuti promozionali condivisi online, consolidando la sua identità come giovane artista. 
Nel febbraio 2024, Kanye West ha pubblicato il video "Talking / Once Again", una traccia dei ¥$, un gruppo composto da lui stesso e Ty Dolla Sign, che includeva una strofa cantata da North; più tardi quel mese, la canzone ha raggiunto la posizione numero 30 nella Billboard Hot 100.
Ha annunciato il suo album di debutto, Elementary School Dropout, durante un'esibizione del 10 marzo in Arizona, in occasione del secondo album di ¥$, Vultures 2; il titolo fa riferimento all'album di Kanye del 2004, The College Dropout.
Nel maggio 2024, è stato annunciato che si sarebbe esibita al 30 ° anniversario del Re Leone - Un evento di concerti dal vivo all'Hollywood Bowl. Per la sua interpretazione di "I Just Can't Wait to Be King", West è stata vestita da ERL Clothing. La sua interpretazione è stata elogiata da Jason Weaver, che aveva doppiato Simba nel film originale del 1994. 

### Doppiaggio e cinema
Nel 2023 ha esordito come doppiatrice nel film d’animazione Paw Patrol - Il superfilm, prestando la voce a un personaggio secondario. Il film ha avuto una distribuzione internazionale e ha rafforzato il suo status di figura emergente nell’intrattenimento per bambini e ragazzi.

### Moda e influenza mediatica
North è considerata un’icona di stile tra le nuove generazioni, spesso citata da riviste come Vogue, Elle e Harper’s Bazaar per le sue scelte di abbigliamento e le apparizioni a eventi di moda. Ha partecipato da protagonista o ospite a numerose sfilate, tra cui quelle di Balenciaga e Jean Paul Gaultier, comparendo accanto a personalità del settore.
La sua immagine è costantemente presente sui social media, con milioni di visualizzazioni e interazioni, e viene seguita con interesse anche da testate internazionali.

## Discografia

### Singoli
Come artista ospite
- 2024 – Talking/Once Again (¥$ feat. North West)
- 2024 – Bomb (¥$ feat. North West e Chicago West)
- 2025 – Childlike Things (FKA twigs feat. North West)

#### Collaborazioni
- 2025 – Lonely Roads (King Combs feat. North West e Jaas)  dall’EP Never Stop

## Filmografia

### Doppiatrice
- PAW Patrol - Il super film: Paw Patrol: The Mighty Movie, regia di Cal Brunker (2021)

### Videoclip
- Talking/Once Again - ¥$ (2024)
- Bomb - ¥$ (2024)
- Childlike Things - FKA Twigs (2025)